# کوپر کاچ
کوپر کاچ (انگلیسی: Cooper Koch؛ زاده ۱۶ ژوئیه ۱۹۹۶) یک هنرپیشه اهل ایالات متحده آمریکا است. وی بیشتر برای ایفای نقش اریک منندز در سریال درام جنایی هیولاها: داستان لایل و اریک منندز (۲۰۲۴) شناخته می‌شود.